# Pygopus lepidopodus
O Pygopus lepidopodus (ou lagarto de pés escamosos) é uma espécie difundida de lagarto sem pernas da família pygopodidae.  É endêmico na Austrália . 

## Característica
Principalmente ativo ao entardecer ou amanhecer (crepuscular), pode ter hábitos noturnos após altas temperaturas diurnas. Ele vive em longas gramíneas, charnecas e bosques e é mais frequentemente visto nas manhãs quentes, procurando comida. Quando ameaçado, o pé escamoso mostra sua língua grossa e carnuda, em uma aparente imitação de cobras. Geralmente dois ovos são postos durante a reprodução. 

## Dieta
Sua dieta inclui uma variedade de invertebrados, como as aranhas-buraqueira.  Há evidências de que esse lagarto também come outros lagartos em cativeiro e matéria vegetal,  tendo preferência por bananas. 

## Distribuição
É encontrado principalmente nas partes sul e leste da Austrália, embora populações isoladas ocorram no semiárido sul e na região tropical úmida de Queensland. 

## Descrição

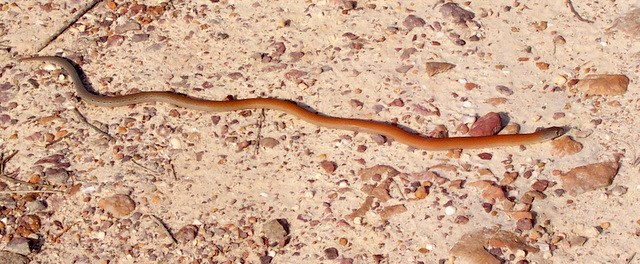
Pygopus lepidopodus no Ku-ring-gai Chase National Park, Austrália

O P. lepidopodus assemelha-se bastante às serpentes, com até 80 cm de comprimento com uma crista visível. A coloração varia, sendo ocasionalmente cinza com manchas pretas ou  às vezes marrom acobreado com uma cauda cinza. Outros padrões e variações também ocorrem. Pedaços vestigiais proeminentes dos membros podem ser vistos em inspeção minuciosa, daí o nome "pé escamoso". Estes lagartos são muitas vezes distinguíveis de cobras pela existência das aberturas externas do ouvido e por terem uma cauda bem longa (as cobras possuem um corpo longo e uma cauda curta). 

## Cativeiro
Considerada uma espécie fácil de manter,  sendo necessária uma licença para manter o P. lepidopodus como animal de estimação na Austrália. 